# Bildungszentrum für Technik Frauenfeld
Das Bildungszentrum für Technik (BZT) in Frauenfeld ist die Berufsschule für technische Berufe im Kanton Thurgau. Die Schule unterrichtet rund 1200 Auszubildende und ebenso viele Teilnehmer an Weiterbildungskursen.

## Standorte
Das Berufsbildungszentrum verfügt über drei Standorte, die sogenannten Bauten I und II an der Kurzenerchingerstrasse, in denen die Berufsbildung untergebracht ist und den Bau für Brückenangebote an der Zeughausstrasse. Die Berufsmaturitätsschule ist im Bau II untergebracht.

## Berufsbildung
An der Schule werden folgende Berufe unterrichtet:

### Eidgenössisches Fähigkeitszeugnis (EFZ)
- Anlagen- und Apparatebauer
- Automatiker
- Automatikmonteur
- Elektroinstallateur
- Elektroniker
- Heizungsinstallateur
- Informatiker
- Konstrukteur
- Maurer
- Metallbauer
- Polymechaniker
- Produktionsmechaniker
- Sanitärinstallateur
- Spengler

### Eidgenössisches Berufsattest (EBA)
- Haustechnikpraktiker
- Maschinenbaupraktiker
- Metallbaupraktiker

## Berufsmaturität
Die Berufsmaturitätsschule wird in allen drei Varianten angeboten. Die lehrbegleitende BMS dauert drei Jahre und beginnt bei vierjährigen Lehren im zweiten Lehrjahr. Das BZT bietet auch eine vierjährige BMS für Informatiker an. Der Unterricht dauert 1,5 Tage zusätzlich zum halben Tag Berufsschule. Für erfolgreiche Lehrabgänger gibt es die einjährige Vollzeitschule (BM2) und die zweijährige Teilzeitschule.

## Weiterbildung
Am BZT werden etwa 120 Weiterbildungskurse folgender Kategorien angeboten:
- Informatik
- Technik
- Sprachen

- Deutsch
- Englisch
- Italienisch
- Spanisch

- … und weitere Kurse.

## Brückenangebot

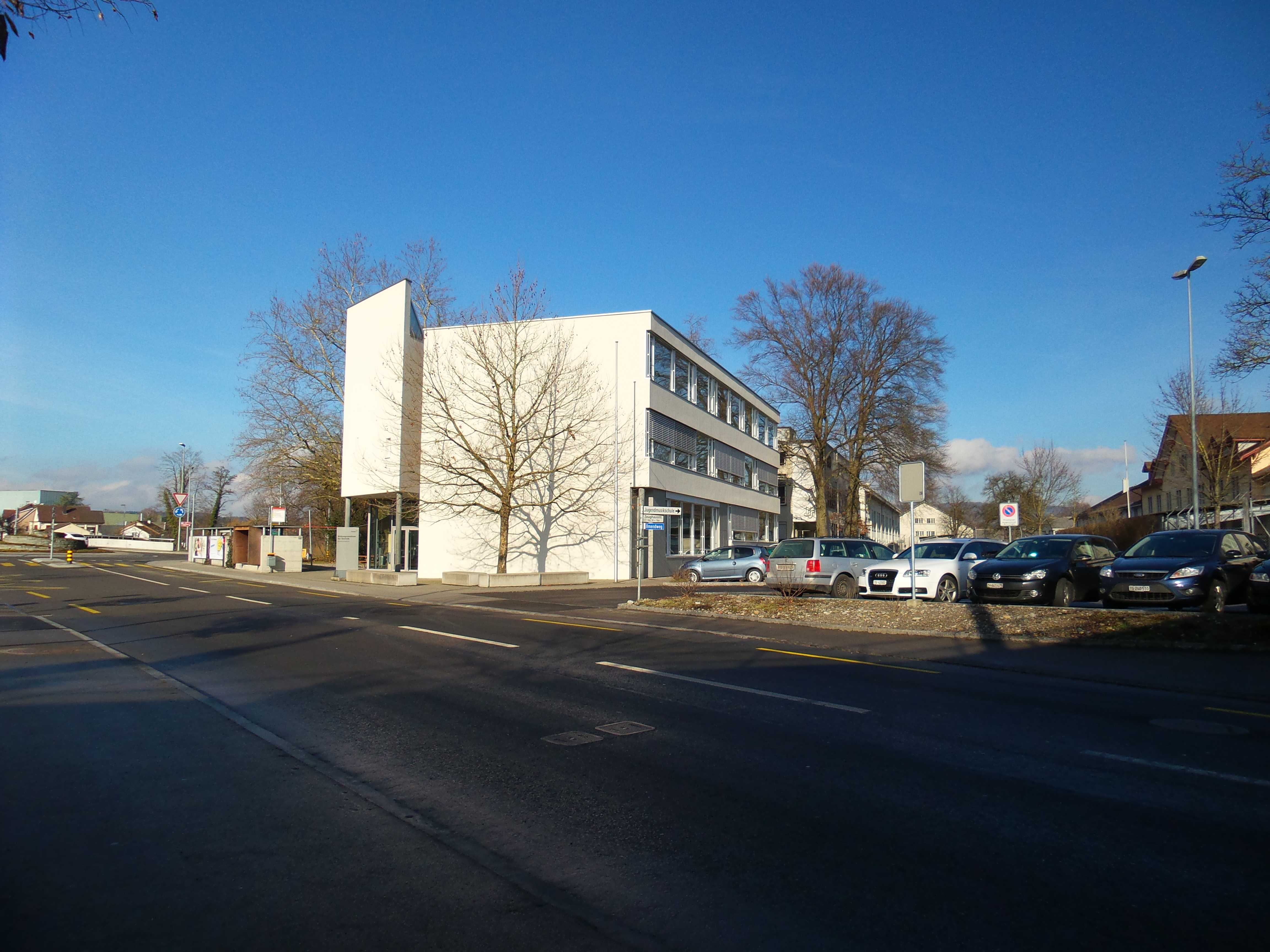
Brückenangebot

Ebenfalls unter die Leitung des BZT gehört das Brückenangebot an der Zeughausstrasse. Das sogenannte 10. Schuljahr wird oft von Schülern besucht, die nicht direkt im Anschluss an die Sekundarschule eine Lehrstelle finden. Die Schule bereitet die Schüler auf den schulischen Unterricht während der Lehre vor.